# 바그다드 타워
바그다드 타워(아랍어: برج بغداد) (이전에 불렀던 인터내셔널 사담 타워(International Saddam Tower))는 이라크 바그다드에 위치한 205m 규모의 타워이다. 이 탑은 1994년에 문을 연 걸프 전쟁에서 파괴된 통신탑을 대체했다. 회전 레스토랑과 전망대는 꼭대기 층에 있다. 2003년 이라크 침공 이후 미군에 의해 점령되었고 이름이 바뀌었다. 현재 이라크에서 가장 높은 타워다.

## 갤러리

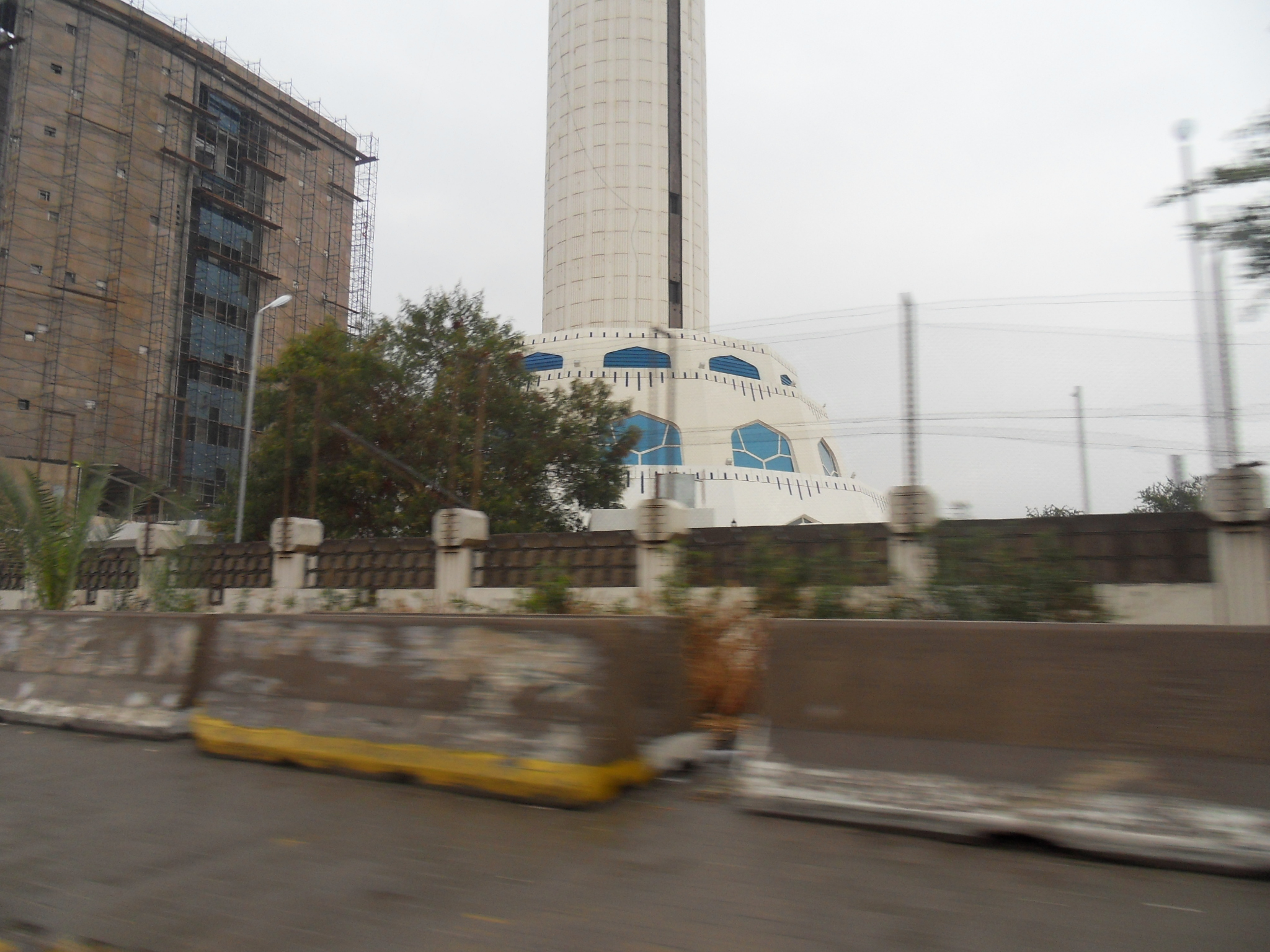
타워 센터, 2010년 12월.
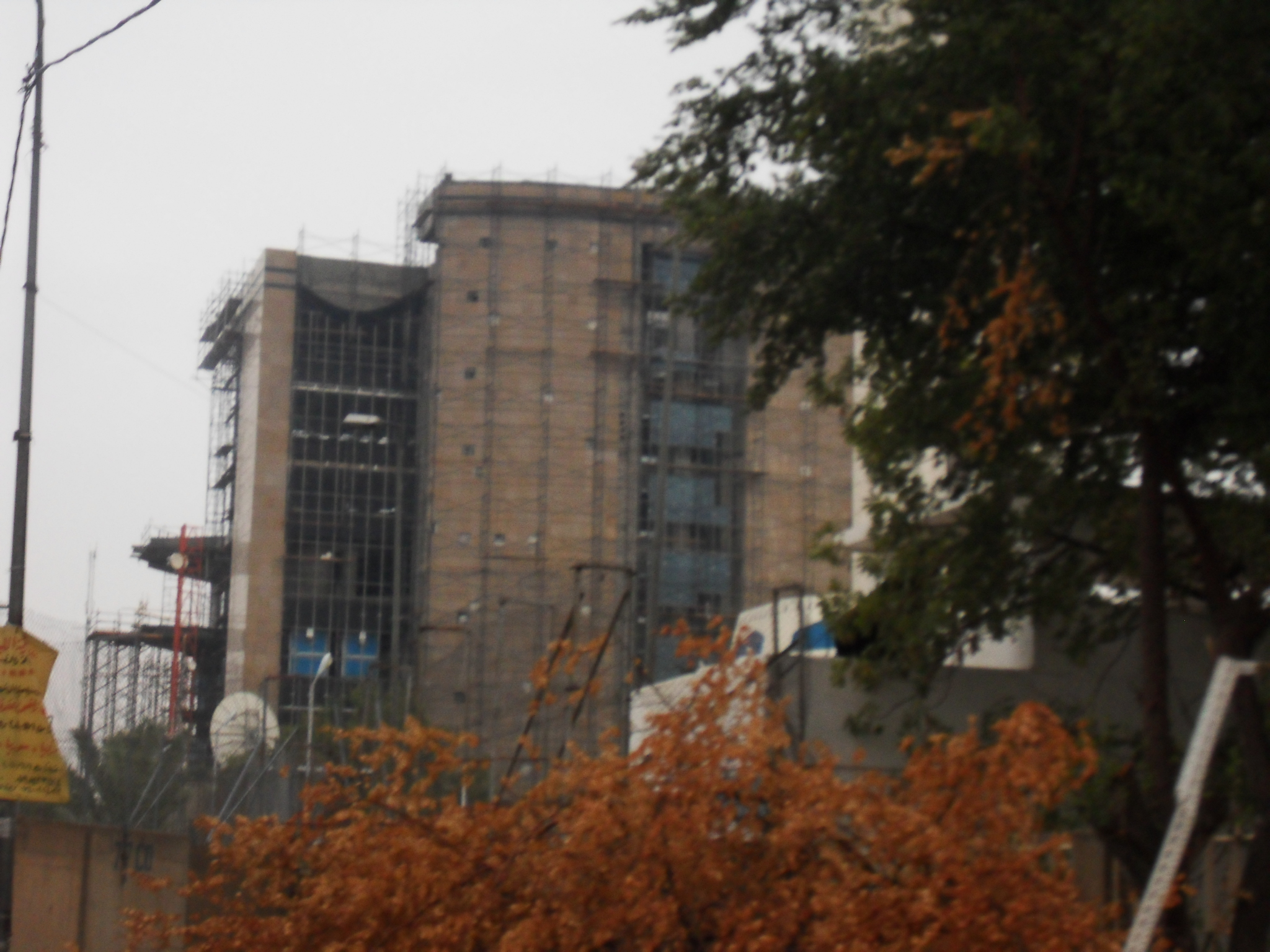
타워 센터 (알마몽 커뮤니케이션 센터), 2010년 12월.